# شورديات
الشَوْرَدِيَّات (الاسم العلمي: Cystopteridaceae)، فصيلة نباتات من السرخسيات. أجناسها أربعة.